# Mochizuki (cacciatorpediniere)
Il Mochizuki (望月? lett. "Luna piena"), sino al 1º agosto 1928 denominato 33-Gō kuchikukan (第33駆逐艦? lett. "cacciatorpediniere Numero 33"), è stato un cacciatorpediniere della Marina imperiale giapponese, dodicesima e ultima unità appartenente alla classe Mutsuki. Fu varato nell'aprile 1927 dal cantiere navale di Uraga, a Tokyo.
Appartenente alla 30ª Divisione, nei primi mesi di guerra partecipò alla battaglia dell'Isola di Wake e alla serie di operazioni anfibie estendentisi nel vasto settore arcipelago di Bismarck-isole Salomone-Nuova Guinea, culminate nella complessa operazione Mo e nella battaglia del Mar dei Coralli (4-8 maggio 1942), durante la quale fece parte della scorta al convoglio destinato a sbarcare truppe a Port Moresby. Con il proseguire del 1942, revisionato e posto alle dipendenze dell'8ª Flotta di base a Rabaul, compì diversi viaggi del Tokyo Express durante la campagna di Guadalcanal e nella battaglia di metà novembre prestò soccorso ai trasporti giapponesi salpati dalle isole Shortland e duramente colpiti dall'aeronautica statunitense. Dall'inizio del 1943 fu sempre più impegnato in missioni di trasporto truppe alle molteplici posizioni nipponiche nelle Salomone centro-settentrionali e alle località costiere della Nuova Britannia, oltre a proteggere alcuni convogli da e per la base aeronavale di Truk. Sopravvissuto alla battaglia del Golfo di Kula con pochi danni, fu colato a picco da un idrovolante Consolidated PBY Catalina al largo di Rabaul il 24 ottobre 1943, mentre trasferiva materiali ed equipaggiamenti sulla costa sud della Nuova Britannia.

## Servizio operativo

### Costruzione
Il cacciatorpediniere Mochizuki fu ordinato nell'anno fiscale edito dal governo nipponico nel 1923, inizialmente indicato come "cacciatorpediniere Numero 33" (33-Gō kuchikukan in lingua giapponese). La sua chiglia fu impostata nel cantiere navale di Uraga a Tokyo, gestito dalla compagnia omonima, il 23 marzo 1926 e il varo avvenne il 28 aprile 1927; fu completato il 31 ottobre dello stesso anno e il 1º agosto 1928 assunse il suo nome definitivo, avendo la Marina imperiale abbandonato alla data il sistema di nomenclatura del naviglio leggero con soli numeri. Assieme ai cacciatorpediniere Mutsuki, Kisaragi e Yayoi formò la 30ª Divisione, dipendente dalla 6ª Squadriglia che, dalla fine del 1940, fu sottoposto alla 4ª Flotta di stanza nelle isole del Mandato.

### 1941-1942
Il 29 novembre 1941 il Mochizuki, allora al comando del capitano di corvetta Saburo Terauchi, salpò dalla rada della grande base aeronavale di Truk (quartier generale della 4ª Flotta) con la divisione d'appartenenza e il resto della 6ª Squadriglia per l'atollo di Kwajalein, ove giunse il 3 dicembre. Da qui partì l'8 dicembre alla volta dell'Isola di Wake con i cacciatorpediniere gregari e altre unità, ma il primo assalto fu duramente respinto dalla guarnigione e il Kisaragi affondato; l'operazione, ritentata dopo bombardamenti aeronavali continui, riuscì il 23. Rientrato a Kwajalein con i gregari, il 31 prese in consegna un convoglio che condusse al sicuro a Truk il 3 gennaio 1942; cinque giorni dopo il Mochizuki e il Mutsuki partirono di scorta a un convoglio, si fermarono il 12 a Guam e poi presero la rotta inversa, fermandosi all'atollo Woleai il 16 dove la 30ª Divisione fu inquadrata nella squadra d'occupazione per Rabaul (importante ancoraggio sulla punta nord-orientale della Nuova Britannia) e dove il Mochizuki ricevette un impianto binato di mitragliatrici pesanti Type 93 da 13,2 mm, piazzato davanti e a destra della torre di comando. La mattina del 23 la guarnigione australiana, dopo alcune scaramucce, in parte si arrese in parte fuggì e il Mochizuki rimase per un paio di settimane nella zona, incaricato di pattugliamenti anti-sommergibile e compiti di scorta. Il 9 febbraio vigilò con altre navi da guerra sullo sbarco incontrastato a Gasmata in Nuova Britannia, per poi riprendere il servizio di sorveglianza; a inizio marzo fu aggregato al grosso della 4ª Flotta e presenziò l'8 all'invasione di Lae-Salamaua come nave da guardia alla nave appoggio idrovolanti Kiyokawa Maru, sfuggendo senza danni alla pesante incursione aerea statunitense avvenuta due giorni dopo. Il 28 marzo fu presente all'invasione delle isole Shortland e della baia di Kieta (Bougainville); richiamato a Rabaul, dall'8 aprile fece parte della forza d'invasione per le isole dell'Ammiragliato e poi, a fine mese, fu aggregato con il resto della divisione alla scorta del convoglio riunito per occupare Port Moresby, nella Nuova Guinea sud-orientale. Fu perciò presente alla battaglia del Mar dei Coralli (4-8 maggio), senza però partecipare agli scontri. Il Mochizuki riguadagnò Rabaul, per poi spostarsi alle isole Palau, da dove salpò il 13 giugno in difesa di un convoglio diretto a Truk: giunto a destinazione il 16, il 25 partì nuovamente per vigilare sul traffico di convogli che recavano personale da costruzione e materiali all'isola di Guadalcanal e a Lae. Tornò dunque a Truk e ripartì, dopo aver fatto rifornimento, per l'arsenale di Sasebo dove rimase in revisione dal 13 luglio al 27 agosto; intanto la 30ª Divisione era passata alle dipendenze della 2ª Flotta di scorta di superficie (10 luglio), a sua volta sottoposta alla 4ª Flotta, e poi all'8ª Flotta di stanza a Rabaul all'atto della sua costituzione (14 luglio).
Salpato il 27 agosto, il Mochizuki raggiunse Rabaul e il 17 settembre effettuò un viaggio di andata e ritorno da Buin sulla costa meridionale di Bougainville, dove prese a bordo 98 feriti provenienti dai duri scontri della campagna di Guadalcanal. Tra il 25 e il 27 settembre fu invece in mare con il cacciatorpediniere Isokaze allo scopo di trarre in salvo i naufraghi del gemello Yayoi dall'isola di Normanby. L'11 ottobre salpò con l'Akatsuki e l'Ikazuchi da Rabaul per scortare l'incrociatore pesante e ammiraglia dell'8ª Flotta Chokai alle Shortland, al quale si unì il danneggiato Kinugasa per operare il previsto bombardamento dell'aeroporto Henderson sull'isola, fallito quella stessa notte. Tra il 14 e il 15 ottobre perciò, con l'Amagiri, il Mochizuki rimase a fianco dei due incrociatori pesanti mentre bersagliavano la testa di ponte statunitense e durante il rientro indisturbato alle Shortland. Il 2 novembre partecipò, con i cacciatorpediniere Shikinami, Uranami, Ayanami, Michishio, allo sbarco a Punta Koli (est dell'aeroporto) di truppe, approvvigionamenti e due pezzi da montagna, e il 5 seguì queste stesse unità (più l'incrociatore leggero Tenryu e lo Shirayuki al posto del Michishio) sino a Tassafaronga, dove approdarono numerosi soldati. Anche l'8 fu in mare con lo Asagumo per vigilare su un viaggio del Tokyo Express e ingaggiò un breve scontro con una motosilurante statunitense, riuscendo a colpirla e farla ripiegare. Rientrato alle Shortland, ne salpò la mattina del 14 novembre aggregato a una decina di altri cacciatorpediniere per scortare un convoglio di undici trasporti a Guadalcanal: i cargo furono però bersaglio di continui attacchi aerei e molti furono incendiati o affondati. Il Mochizuki perciò, aiutato dall'Amagiri, trasse in salvo circa 1500 tra marinai e soldati, quindi scortò indietro il danneggiato Sado Maru. Il 17 novembre lasciò le Shortland in difesa dell'incrociatore leggero Isuzu che arrivò il 20 a Truk. Il 1º dicembre la 30ª Divisione fu disattivata e il Mochizuki, unico superstite del reparto, fu riassegnato agli ordini diretti dell'8ª Flotta: dopo aver accompagnato gli incrociatori pesanti Kumano e Suzuya alle isole dell'Ammiragliato, impegnati nella copertura a distanza di un trasferimento di truppe a Buna in Nuova Guinea, tornò a Rabaul, caricò un reparto di fanteria e il 18 salpò con l'Asashio diretto a Finschhafen. Arrivò a destinazione con danni leggeri causati da un attacco aereo, quindi rientrò a Rabaul e il 30 dicembre passò al comando del tenente di vascello Kunio Ikunaga.

### 1943 e l'affondamento
L'8 gennaio 1943 il Mochizuki e la torpediniera Otori scortarono un trasporto carico di personale da costruzione e materiali vari a Kolombangara; il 15 il solo Mochizuki accompagnò il posamine Tsugaru alla baia di Rekata (Santa Isabel nord-orientale), dove esso sbarcò varie unità contraeree. Dopo una tappa alla base fece rotta per il Giappone e il 2 febbraio si fermò a Sasebo per un lungo ciclo di manutenzione e revisione; fu anche dotato di un affusto binato di cannoni contraerei Type 96 da 25 mm L/60. Il 1º marzo, di nuovo operativo, il Mochizuki salpò alla volta di Rabaul e vi giunse il 10: due giorni dopo prese parte a una missione di scorta di un convoglio diretto alle isole Palau, ove arrivò con al traino un trasporto colpito, quindi il 19 rientrava a Rabaul. Il 28 e 29 marzo fu impegnato, con l'Amagiri, in un trasporto truppe alla baia di Rekata e il 31, in porto, fu unito a una rediviva 30ª Divisione con i cacciatorpediniere Mikazuki e Uzuki, dipendente dalla 3ª Squadriglia che rispondeva sempre all'8ª Flotta. Tra il 2 e il 3 aprile, di nuovo affiancato dall'Amagiri e anche dallo Yukikaze, fece approdare rinforzi a Rekata e sull'isola di Buka, quindi il 7 tornò a Rekata con altri uomini. Dal 28 al 30 aprile fu ancora impegnato a sbarcare truppe a Buka e Rekata accompagnato dallo Amagiri e anche dallo Yugiri; missioni simili furono rinnovate il 3-4 maggio e il 6-7 maggio, mentre il 10 maggio il solo Mochizuki trasferì altri uomini a Rekata solamente. Sullo scorcio del mese completò un ennesimo viaggio di rinforzo sia a questa località, sia a Buka, mentre il 4 giugno seguì lo Amagiri e il Satsuki in un trasferimento di truppe a Capo Gloucester. Il 6 effettuò la stessa missione con il Nagatsuki e a fine mese, affiancato dal Satsuki e dallo Yunagi, salpò da Rabaul con un nucleo di fanteria che fece sbarcare a Kolombangara dopo una tappa a Buin; durante il ritorno fu aggregato a una formazione di cacciatorpediniere con i quali, il 2 luglio, bombardò l'Isola di Rendova caduta in mani statunitensi. Nella notte tra il 5 e il 6 fece parte di un gruppo di rifornimento per Kolombangara che compì le operazioni di sbarco mentre la forza di copertura ingaggiava battaglia contro una squadra statunitense; il Mochizuki prese parte agli ultimi scambi di colpi e duellò contro i cacciatorpediniere USS Radford e USS Nicholas, che con due granate danneggiarono uno degli impianti lanciasiluri e il pezzo prodiero da 120 mm. Altre leggere avarie furono accusate il 18, quando la costa tra le basi nipponiche di Buin e Kahili fu oggetto di un raid aereo; per il mese successivo le attività del Mochizuki non sono note e si sa solamente che il 14 si fermò a Sasebo per un raddobbo completo. Durante i lavori furono eliminate le mitragliatrici pesanti, le Lewis da 7,7 mm e uno dei cannoni da 120 mm, facendo spazio a due impianti tripli e uno doppio di cannoni Type 96.
Il 18 settembre il Mochizuki, dotato inoltre di una speciale apparecchiatura capace di rilevare le onde emesse dai radar, tornò operativo e il 21 fece rotta per Rabaul. Il 7 ottobre fu con l'Amagiri e il Satsuki in un viaggio di rinforzo al presidio di Gasmata; il 12, ormeggiato nella rada della base, fu però mancato di misura da una bomba aeronautica e alcune schegge resero inservibile il pezzo numero due. Tre giorni dopo il comando passò al capitano di corvetta Goro Iwabuchi e il 21 completò un trasporto truppe a Buka. Il 23 ottobre salpò da Rabaul con l'Uzuki alla volta della baia di Jacquinot, sulla costa meridionale della Nuova Britannia, con un carico di materiali. Il giorno successivo, però, i due cacciatorpediniere furono sorpresi a circa 90 miglia a sud-ovest (5°42′S 151°40′E) da alcuni idrovolanti Consolidated PBY Catalina. Una bomba raggiunse il Mochizuki nella sala macchine e uccise sul colpo dieci marinai, oltre ad aprire una falla; il resto dell'equipaggio, compreso il capitano Iwabuchi, fu tratto in salvo prima che il Mochizuki si capovolgesse e affondasse.
Il 5 gennaio 1944 il Mochizuki fu depennato dai registri della Marina imperiale.